# Вирих III фон Лангенау
Вирих III фон Лангенау (на немски: Wirich III von Langenau; † пр. 1411) е благородник от род фон Лангенау в Рейнланд-Пфалц.
Той е син на Йохан II фон Лангенау († сл. 1384) и съпругата му Анна фом Щайн цу Насау († сл. 1369), дъщеря на Йохан I фом Щайн цу Насау, губернатор на Монтабаур († 1365) и Ютта Бренер фон Ланщайн († ок. 1363). Внук е на Вирих I фон Лангенау († 1357) и Бингел фон Кронберг († сл. 1359). Брат е на Йохан III фон Лангенау.
Фамилията фон Лангенау измира през 1613 г.

## Фамилия
Вирих III фон Лангенау се жени за Кристина фон Мекенхайм († сл. 1428), майка на рицар Фридрих фон Флерсхайм (1383 – 1473), вдовица на рицар Бехтолф фон Флерсхайм († 1396), дъщеря на рицар Фридрих V фон Мекенхайм († ок. 1409) и Юта фон Карлсмонт († ок. 1360). Те имат дъщеря:
- Алайд фон Лангенау († сл. 28 септември 1439/ ок. 1453), омъжена 1418 г. за Фридрих фон Грайфенклау (* 8 март 1401; † 1459 или 1462)

Вдовицата му Кристина фон Мекенхайм се омъжва трети път (1411) за Дитер Колб фон Бопард († 1420).